# 綾瀬めろ
綾瀬めろは、日本の女性シンガーソングライター、デザイナー。所属事務所はSoCoGroup。所属レーベルはArtPoolRecords。

## 来歴
京都大学在学中に見た路上ライブをきっかけに、2016年12月から現事務所に所属。音楽活動を始める。翌年には動画配信アプリSHOW ROOMにてルームを開設し動画を毎日配信する。SHOW ROOM開催のイベントにも定期的に参加して好成績を収め、オリジナル楽曲や宣材写真等を獲得した。2019年からはTwitterに活動の中心を移しライブ配信アプリPeriscopeにて定期的な配信を続けている。
また2017年にはオリジナルデザインのLINEスタンプや缶バッジを発売するなど、キャラクターデザインの才能も活かし、活動の幅を広げた。
2018年に京都大学を卒業後も音楽活動を続け、7月には待望の1stシングル「美月」をリリースし一週間で目標枚数に到達するなど順調な滑り出しを飾った。その後、SHOW ROOMで獲得した楽曲「ときめき」(非発売)を公開し、11月には2ndシングル「Flower Yell」
をリリースした。
2019年はミニアルバム作成を目指してクラウドファンディングに挑戦し、171%の達成度で見事成功し、ミニアルバムとミュージックビデオの作成を決めた。また、8月にはTwitterのフォロワー数1万人達成でワンマンライブ開催という挑戦も行い、短期間で4000人近くのフォロワーを増やす事に成功し、2020年2月21日に初のワンマンライブを行った。

## ディスコグラフィ

### シングル
|        | 発売日         | タイトル    |
| ------ | -------------- | ----------- |
| 1st    | 2018年7月17日  | 美月        |
| 非発売 | 2018年10月17日 | ときめき    |
| 2nd    | 2018年11月25日 | Flower Yell |

### アルバム
|                  | 発売日        | タイトル     | 収録曲 |
| ---------------- | ------------- | ------------ | --- |
| 1st (mini album) | 2020年2月21日 | 旅空トリップ | 1. ふたりの青 2. 気まぐれジェットコースター 3. 白いミルクティー 4. Flower Yell 5. ふたりぼっち 6. バースデーサプライズ 7. 美月 |